# 806 Ґілденія
806 Ґілденія (806 Gyldenia) — астероїд головного поясу, відкритий 18 квітня 1915 року.
Тіссеранів параметр щодо Юпітера — 3,140.